# Herz-Jesu-Kirche (Gąbin)

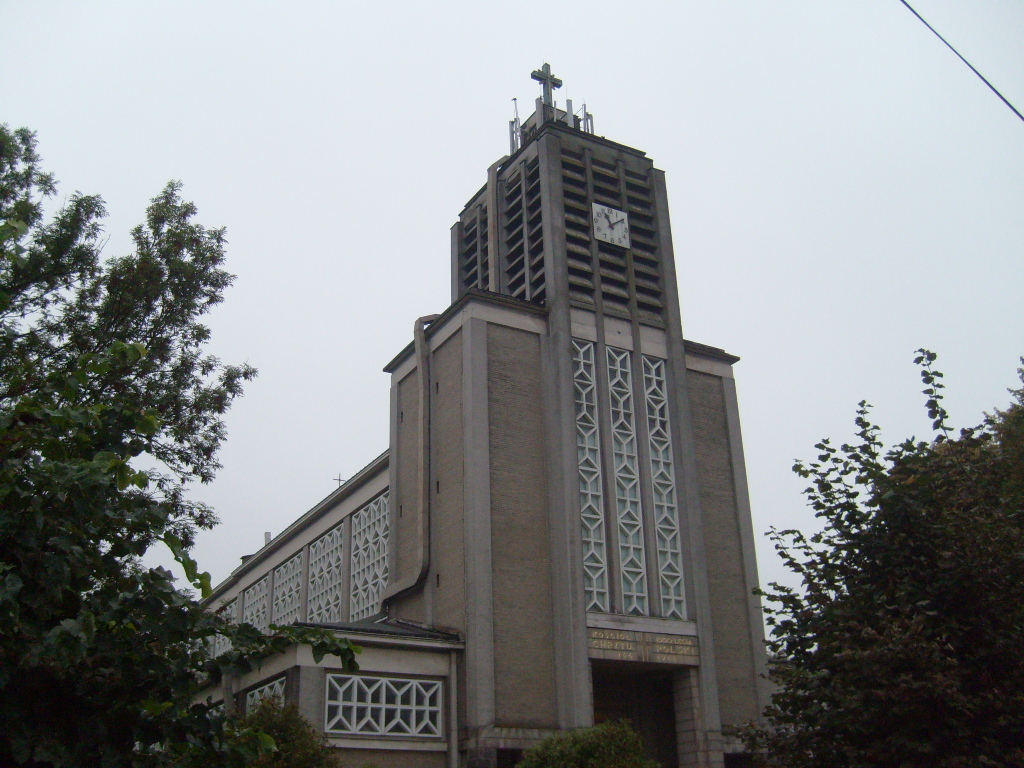
Die heutige Herz-Jesu-Kirche in Gąbin

Die Herz-Jesu-Kirche in Gąbin ist eine von 1957 bis 1966 erbaute katholische Kirche. 
Sie wurde als Ersatz für eine vom Architekten Józef Pius Dziekoński entworfene neugotische Kirche gebaut, die 1942 von der deutschen Besatzungsmacht zerstört wurde. Sie besaß einen 60 Meter hohen Turm und wurde von 1913 bis 1934 errichtet.
Diese wiederum war der Nachfolger eines im 15. Jahrhundert erbauten Gotteshauses, welches 1834 bei einem Brand beschädigt wurde und am Karfreitag des Jahres 1913 abbrannte.